# Фонте ди Бреша (Мачерата)
Фонте ди Бреша (итал. Fonte di Brescia) насеље је у Италији у округу Мачерата, региону Марке.
Према процени из 2011. у насељу је живело 18 становника. Насеље се налази на надморској висини од 639 м.